# Promo '94
Promo '94 es el segundo demo de la banda noruega de black metal Gorgoroth. Fue publicado en 1994 en formato casete, y contiene dos canciones del primer álbum de estudio, Pentagram, que fue lanzado ese mismo año por Embassy Productions.

## Lista de canciones
1. "Katharinas bortgang" - 3:57
2. "Måneskyggens slave" - 5:47

## Miembros
- Hat - voz
- Infernus - guitarra
- Samoth - bajo
- Goat Pervertor - batería